# Harald Reinl
Pour les articles homonymes, voir Reinl.
Harald Reinl, né le 8 juillet 1908 à Bad Ischl, en Autriche et mort le 9 octobre 1986  à Puerto de la Cruz, en Espagne, est un scénariste et réalisateur autrichien.
Son œuvre de réalisateur comprend plus de 60 titres. Avec ses adaptations d'Edgar Wallace et de Karl May, Reinl est devenu dans les années 1960 l'un des réalisateurs les plus célèbres du cinéma allemand : rien qu'avec les quatre films de Karl May qu'il a tournés entre 1962 et 1965, Reinl a atteint 32 millions de spectateurs.
Cinéaste artisanalement talentueux et doté d'un flair presque infaillible pour les goûts du public qu'il a toujours servi, Reinl est devenu l'un des réalisateurs les plus prolifiques du cinéma ouest-allemand d'après-guerre. Même si son orientation a toujours été commerciale et qu'il a rarement créé quelque chose d'important sur le plan artistique, ses films ont marqué les genres les plus divers du paysage cinématographique germanophone.

## Biographie
Après avoir passé son baccalauréat dans un lycée humaniste de Hall, il a commencé des études de droit à Innsbruck, où il a également obtenu son doctorat en 1938, mais n'a pas terminé son stage.
Harald Reinl a travaillé notamment avec les cinéastes allemands Arnold Fanck et Leni Riefenstahl.
Il a tourné une soixantaine de films et il est surtout connu pour ses films adaptés des romans d'Edgar Wallace et de Karl May, dont la série des Winnetou.
Harald Reinl a réalisé deux films autour du personnage du docteur Mabuse et il est aussi l'auteur des Nibelungen, une fresque cinématographique en deux parties (1966-67) que l'on compare volontiers aux Nibelungen de Fritz Lang.
Il a été marié entre 1954 et 1968 avec l'actrice allemande Karin Dor, connue notamment pour avoir joué dans un film de la série des James Bond, On ne vit que deux fois (1967).
Harald Reinl a été assassiné par sa troisième épouse, l'ancienne actrice tchèque Daniela Maria Delis, qui était sous l'emprise de l'alcool.

## Filmographie
- 1949 : Bergkristall
- 1951 : Gesetz ohne Gnade
- 1951 : Une nuit sur le mont Blanc (de) (Nacht am Mont-Blanc)
- 1952 : À l'abri du cloître (de) (Hinter Klostermauern)
- 1952 : Le Sculpteur d'Ammergau (de) (Der Herrgottschnitzer von Ammergau)
- 1953 : Le Chasseur du couvent (de) (Der Klosterjäger)
- 1954 : L'Ange silencieux (Der schweigende Engel)
- 1954 : La Porteuse de fleurs (de) (Rosen-Resli)
- 1955 : Tant que tu vis (de) (Solange du lebst)
- 1956 : Quatre Petits Orphelins (de) (Ein Herz schlägt für Erika)
- 1956 : La Fée du Bodensee (Die Fischerin vom Bodensee)
- 1956 : La Nuit de la Saint-Jean (Johannisnacht)
- 1957 : La Princesse de Saint-Wolfgang (de) (Die Prinzessin von St. Wolfgang)
- 1957 : Printemps au Zillertal (Die Zwillinge vom Zillertal)
- 1957 : Romance à Salzkammergut (de) (Almenrausch und Edelweiß)
- 1958 : Les Diables verts de Monte Cassino (Die Grünen Teufel von Monte Cassino)
- 1958 : U 47 – Kapitänleutnant Prien
- 1958 : L'assassin sera à Tripoli (Romarei, das Mädchen mit den grünen Augen)
- 1959 : Le Paradis des matelots (de) (Paradies der Matrosen)
- 1959 : La Grenouille attaque Scotland Yard (Der Frosch mit der Maske)
- 1960 : Scotland Yard contre le masque (de) (Die Bande des Schreckens)
- 1960 : Nous ne nous quitterons jamais (de) (Wir wollen niemals auseinandergehn)
- 1961 : Le Faussaire de Londres (Der Fälscher von London)
- 1961 : Le Retour du docteur Mabuse (Im Stahlnetz des Dr. Mabuse)
- 1962 : L'Invisible docteur Mabuse (Die unsichtbaren Krallen des Dr. Mabuse)
- 1962 : Espions sur la Tamise (de) (Der Teppich des Grauens)
- 1962 : Le Trésor du lac d'argent (Der Schatz im Silbersee)
- 1963 : L'Araignée blanche défie Scotland Yard (Die weiße Spinne)
- 1963 : Le Mystère du château de Blackmoor (de) (Der Würger von Schloß Blackmoor)
- 1963 : La Révolte des Indiens Apaches (Winnetou - 1. Teil)
- 1964 : L'Attaque du fourgon postal (Zimmer 13)
- 1964 : Le Trésor des montagnes bleues (Winnetou - 2. Teil)
- 1965 : Le Dernier des Mohicans (Der Letzte Mohikaner)
- 1965 : Sur la piste des desperados (Winnetou 3. Teil)
- 1965 : Le Moine inquiétant (Der unheimliche Mönch)
- 1966 : La Vengeance de Siegfried, Première partie : La Mort de Siegfried (Die Nibelungen, Teil 1: Siegfried)
- 1967 : La Vengeance de Siegfried, Deuxième partie : La Vengeance de Kriemhild (Die Nibelungen, Teil 2: Kriemhilds Rache)
- 1967 : Le Vampire et le Sang des vierges (Die Schlangengrube und das Pendel)
- 1968 : Dynamite en soie verte (Dynamit in grüner Seide)
- 1968 : L'Homme à la Jaguar rouge (Der Tod im roten Jaguar)
- 1968 : Le Trésor de la vallée de la mort (Winnetou und Shatterhand im Tal der Toten)
- 1969 : Feux croisés sur Broadway (Todesschüsse am Broadway)
- 1969 : Rire pour guérir (Dr. med. Fabian – Lachen ist die beste Medizin)
- 1969 : Pepe, la terreur des profs (de) (Die Lümmel von der ersten Bank 3. Teil — Pepe, der Paukerschreck)
- 1970 : Présence des extraterrestres (de) (Erinnerungen an die Zukunft)
- 1970 : Les Cancres sont lâchés (de) (Die Lümmel von der ersten Bank 5. Teil — Wir hau'n die Pauker in die Pfanne)
- 1971 : Rira bien qui rira le dernier (de) (Wer zuletzt lacht, lacht am besten)
- 1971 : Le commissaire X traque les Tigres rouges (de) (Kommissar X jagt die roten Tiger)
- 1971 : Des vacances amoureuses au Tyrol (Verliebte Ferien in Tirol)
- 1972 : Ils se sont aimés un été (de) (Sie liebten sich einen Sommer)
- 1972 : Le Hurlement des loups (de) (Der Schrei der schwarzen Wölfe)
- 1972 : La campagne est verte (de) (Grün ist die Heide)
- 1973 : Les Loups sanglants de l'Alaska (Die blutigen Geier von Alaska)
- 1973 : Château de Saint-Hubert (Schloß Hubertus)
- 1974 : Le Chasseur de Fall (de) (Der Jäger von Fall)
- 1976 : Erich von Däniken, le messager des dieux (de)
- 1976 : Pas d'or pour les requins (de) (Ein toter Taucher nimmt kein Gold)
- 1977 : La Bible arrachée du sable (… und die Bibel hat doch recht)
- 1982 : La Jungle en folie (de) (Im Dschungel ist der Teufel los)